# Bataille de Göllheim
La bataille de Göllheim a eu lieu le 2 juillet 1298 entre les forces du duc Albert Ier de Habsbourg et celles du roi Adolphe de Nassau sur la décision des princes électeurs, sans acte électoral, de détrôner Adolphe et de proclamer Albert nouveau roi. Adolphe meurt dans la bataille,,.

## Prémices

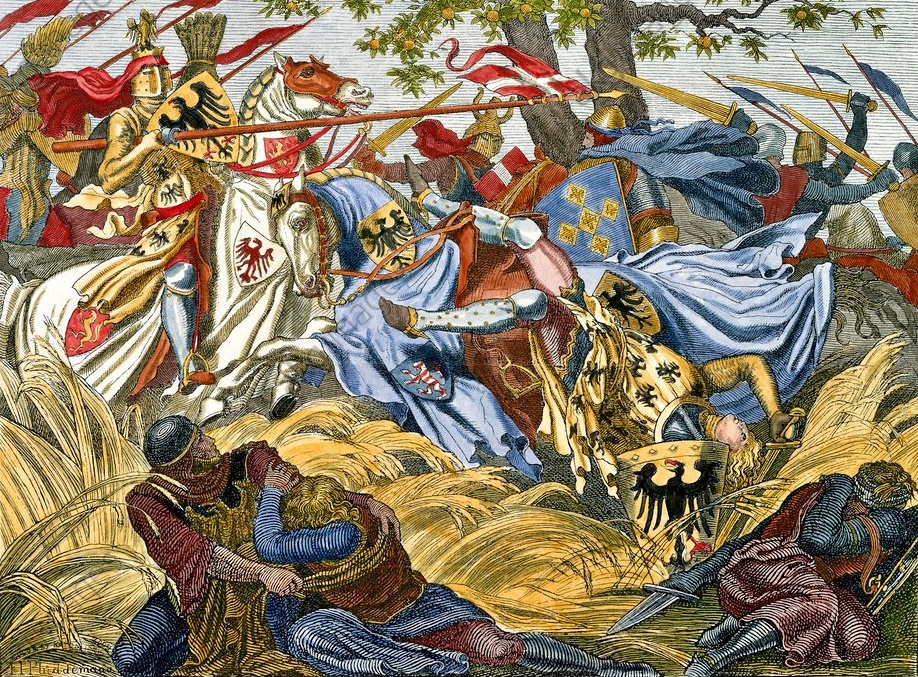
Illustration de la batailla de Göllheim par Hermann Plüddemann, 1855

Après la mort de Rodolphe Ier à Germersheim le 15 juillet 1291, son fils Albert Ier devait être le successeur le plus apte au trône du Saint Empire romain germanique. Cependant, la personnalité indigne d'Albert (appelé « Albert le Borgne », en raison d'une orbite ouverte à la suite d'une blessure au combat) et sa mauvaise attitude ont consterné les princes électeurs. Cependant, ils craignaient surtout une royauté trop puissante du fils de l'ancien roi Rodolphe Ier, qui contrôlait l'une des bases de pouvoir nationales les plus solides de l'empire. À la diète impériale près de Francfort l'année suivante, ils résolurent d'élire Adolphe de Nassau-Weilburg, un cousin de l'un des électeurs, un homme avec très peu de pouvoir domestique. Bien qu'Albert ait publiquement reconnu l'élection d'Adolphe de bonne grâce, il a été emporté par une colère irrépressible et a comploté contre lui. Une fois roi, Adolphe de Nassau-Weilburg était déterminé à forger son propre pouvoir et a tenté de s'emparer de la Thuringe et de la Misnie alors aux mains de la Maison de Wettin. Comme il avait abusé à plusieurs reprises de sa prérogative royale, Adolphe fut – sans procès légal – déclaré banni par les électeurs. Adolphe, cependant, défendant ses droits royaux, partit en campagne contre l'Autrichien,.
Albert avait déjà répondu à la demande de l'archevêque de Mayence (l'un des électeurs) de se déplacer vers le Rhin et d'engager Adolphe, ce dernier s'opposa cependant aux troupes d'Albert avec sa propre armée d'une puissance remarquable. Avant la bataille décisive, près d'Ulm et de Breisach, Albert évita les troupes d'Adolphe, qui avaient l'intention de l'empêcher de marcher vers l'ouest. Albert s'est ensuite avancé vers le nord à travers la vallée du Rhin supérieur en direction de Mayence. L'armée d'Albert comprenait des contingents des territoires des Habsbourg, de Hongrie, de Suisse et ceux d'Henri II (de), prince-évêque de Constance, convoqué à la ville fortifiée d'Alzey et s'empara du château. Albert reçut la nouvelle de la déposition d'Adolphe le 23 juin 1298.
Adolphe s'est approché de la ville impériale de Worms, afin de soulager le château d'Alzey. Ses forces se composaient de contingents du Taunus, la région d'origine d'Adolf, du Palatinat électoral, de la Franconie, de la Basse-Bavière, de l'Alsace et de Saint-Gall.

## La bataille
Albert a d'abord évité une collision, mais le 2 juillet 1298, il a déployé ses troupes dans une position stratégiquement favorable sur le Hasenbühl, une colline près de Göllheim. Cette cité est située à 20 km au sud d'Alzey entre les villes de Kaiserslautern et Worms, près du massif du Donnersberg.
Johannes von Geissel décrit le déroulement exact de la bataille dans sa monographie de 1835 La bataille de Hasenbühl et la croix du roi à Göllheim. La bataille s'est déroulée en trois combats et a duré du matin jusqu'au début de l'après-midi. Elle est restée indécise pendant de nombreuses heures et, même après la mort d'Adolphe, elle ne s'est pas terminée immédiatement. Le troisième engagement s'est avéré décisif. Adolphe, qui se serait précipité pour attaquer, a peut-être été tué par un membre de la famille Raugrave (en) nommé Georg. Sur ce, une grande partie de l'armée d'Adolphe s'est dissoute et enfuie, mais d'autres ont continué à se battre jusqu'à ce qu'ils apprennent la mort d'Adolphe. Selon la monographie de Geissel, 3 000 chevaux de bataille ont péri du côté des perdants, tandis que les vainqueurs ne s'en sont pas beaucoup mieux tirés.
Le résultat de cette bataille était, d'une manière générale, considéré comme un jugement de Dieu. Néanmoins, Albert a insisté pour avoir une élection formelle par les électeurs, qui a eu lieu à Francfort le 27 juillet 1298. Alors que la royauté était revenue aux Habsbourg, les conflits d'intérêts entre les électeurs et le roi se sont poursuivis,.
La veuve d'Adolphe, Imagine d'Isembourg-Limbourg, a vu le cercueil de son mari transféré de l'abbaye de Rostenthal (de) à la cathédrale de Spire par l'empereur Henri VII en 1309. Là, il a été enterré aux côtés de son rival Albert, qui avait été assassiné en 1308 par son propre neveu Jean. Imagine a fait ériger une croix commémorative sur le champ de bataille près de Göllheim, qui a été conçue dans le style gothique primitif. Au XIXe siècle, une chapelle a été construite autour d'elle, et elle a été préservée jusqu'à ce jour,.